# 郭礼和
郭礼和（1940年1月23日—2020年5月1日），男，安徽合肥人，中国分子细胞生物学家。曾任中国科学院上海细胞生物学研究所所长，中国细胞生物学学会副理事长、中国生物化学会常务理事、中国生物工程学会常务理事。

## 生平
1940年1月23日生于上海，原籍安徽合肥。1964年毕业于上海科学技术大学生物物理化学系，进入中国科学院实验生物研究所（1978年改称中国科学院上海细胞生物学研究所）攻读细胞生化专业研究生，1968年毕业后留所工作。1980年至1983年，为美国康乃尔大学访问学者。回国后主持“人工方法构建基因重组人类生长激素”研究项目。1989年晋升研究员。1991年至2000年，担任中国科学院上海细胞生物学研究所所长。
2020年5月1日在澳门仁伯爵綜合醫院逝世，终年80岁。

## 社会兼职
郭礼和曾任上海市第六、七、八届政协委员（1986年－1998年），第九、十届政协常委（1998年－2008年），九三学社上海市委员会委员（1992年－1997年）、常务委员（1997年－2007年）。